# 手のひらの星屑
「手のひらの星屑」（てのひらのほしくず）は、1996年7月31日に、東芝EMI / EASTWORLDからリリースされた山下久美子の31枚目のシングル。

## 作品概要
「手のひらの星屑」は、NTV系『発明将軍ダウンタウン』のエンディングテーマに起用された。スタジオ・アルバム未収録で、1998年に発売されたベスト・アルバム『SING A SONG BEST ALBUM［with special live tracks］』にて初収録された。
カップリング曲の「スープ」は、「手のひらの星屑」同様スタジオ・アルバム未収録で、2011年に発売されたベスト・アルバム『山下久美子 ゴールデン☆ベスト EMI YEARS』にて初収録された。
2曲共に、1985年に発売された「星になった嘘」以来、約11年ぶりに布袋寅泰以外が作詞・作曲を手掛けたシングルとなった。

## 収録曲
| 全作曲: 筒美京平、全編曲: 藤井丈司。 |                                         |            |            |      |
| #                                    | タイトル                                | 作詞       | 作曲・編曲 | 時間 |
| 1.                                   | 「手のひらの星屑」                      | 森雪之丞   | 筒美京平   | 3:51 |
| 2.                                   | 「スープ」                              | 竹花いち子 | 筒美京平   | 4:13 |
| 3.                                   | 「手のひらの星屑」(original instrument) |            | 筒美京平   | 4:52 |
| 4.                                   | 「スープ」(original instrument)         |            | 筒美京平   | 4:12 |
| 合計時間:                            | 合計時間:                               | 合計時間:  | 17:08      |      |